# Гаплогруппа U5a (мтДНК)
Гаплогруппа U5a — гаплогруппа митохондриальной ДНК человека.

## Субклады
- U5a1 A15218G . A16399G
- U5a2 G16526A

## Палеогенетика

### Мезолит
Comb-Marked Pottery or Елшанская культура
- ChekalinoIVa — Чекалино, Россия — 8000–7000 calBC — М — U5a.[1]

Beuronien
- HS5830a — Hohlenstein-Stadel — Ostorf, Германия — 6743 ±139 calBC — М — U5a.[1]

Оленеостровский могильник (Онежское озеро)
- UZOO-70 — Южный Олений остров, Карелия — 7500 BP — U5a.[2][3]

- U5a2 определили у мезолитического образца Lec2 (10,39 тыс. л. н.) из крымской пещеры Лесника (Lesnik Cave), известной также как Медвежья пещера (Bear Cave)[4][5].

### Неолит
Культура пещер
- FH-2 — Fuente Hoz — Алава, Испания — 5240–5160 BP — U5a.[6]

Культура воронковидных кубков
- SK19 — Ostorf, Германия — 2950 calBC — М — U5a.[1]

### Бронзовый век
- URT-2 — Cueva de Urtiaga — Гипускоа, Испания — 3475–3430 BP — U5a.[6]

### Железный век
Скифская культура
- RD-16 — могильник «Глинище», погр. 89 — Старочеркасская, Аксайский район — Россия — VI–II вв. до н.э. — U5a.[2]

### Средние века
Аланы
- DA182 — Змейский могильник — РI-кат.12-п.3 — Северная Осетия, Россия — X–XIV вв. — М — U5a.[7]

## Публикации
2009
- Bramanti B, Thomas MG, Haak W, Unterlaender M, Jores P, Tambets K, Antanaitis-Jacobs I, Haidle MN, Jankauskas R, Kind CJ, Lueth F, Terberger T, Hiller J, Matsumura S, Forster P, Burger J. Genetic Discontinuity Between Local Hunter-Gatherers and Central Europe’s First Farmers. Science (2 октября 2009).

2011
- Clio Der Sarkissian. Mitochondrial DNA in ancient human populations of Europe. — Аделаида, 2011.

2012
- Hervella M, Izagirre N, Alonso S, Fregel R, Alonso A, Cabrera VM, et al. Ancient DNA from Hunter-Gatherer and Farmer Groups from Northern Spain Supports a Random Dispersion Model for the Neolithic Expansion into Europe. PLOS One (25 апреля 2012).

2013
- Der Sarkissian C, Balanovsky O, Brandt G, Khartanovich V, Buzhilova A, Koshel S, et al. Ancient DNA Reveals Prehistoric Gene-Flow from Siberia in the Complex Human Population History of North East Europe. PLOS Genetics (14 февраля 2013).

2018
- Афанасьев Г.Е., Коробов Д.С. Северокавказские аланы по данным палеогенетики // Этногенез и этническая история народов Кавказа. — Грозный, 2018. — С. 180—191. — ISBN 978-5-4314-0346-0.